# لامشان
لامشان هي قرية في مقاطعة هشترود، إيران. عدد سكان هذه القرية هو 515 في سنة 2006.